# Baozhong (Yunlin)
Baozhong (chinesisch 褒忠鄉, Pinyin Bāozhōng xiāng, taiwanisch: Po-tiong-hiong) ist eine Landgemeinde des Landkreises Yunlin in der Republik China (Taiwan).

## Lage und Beschreibung

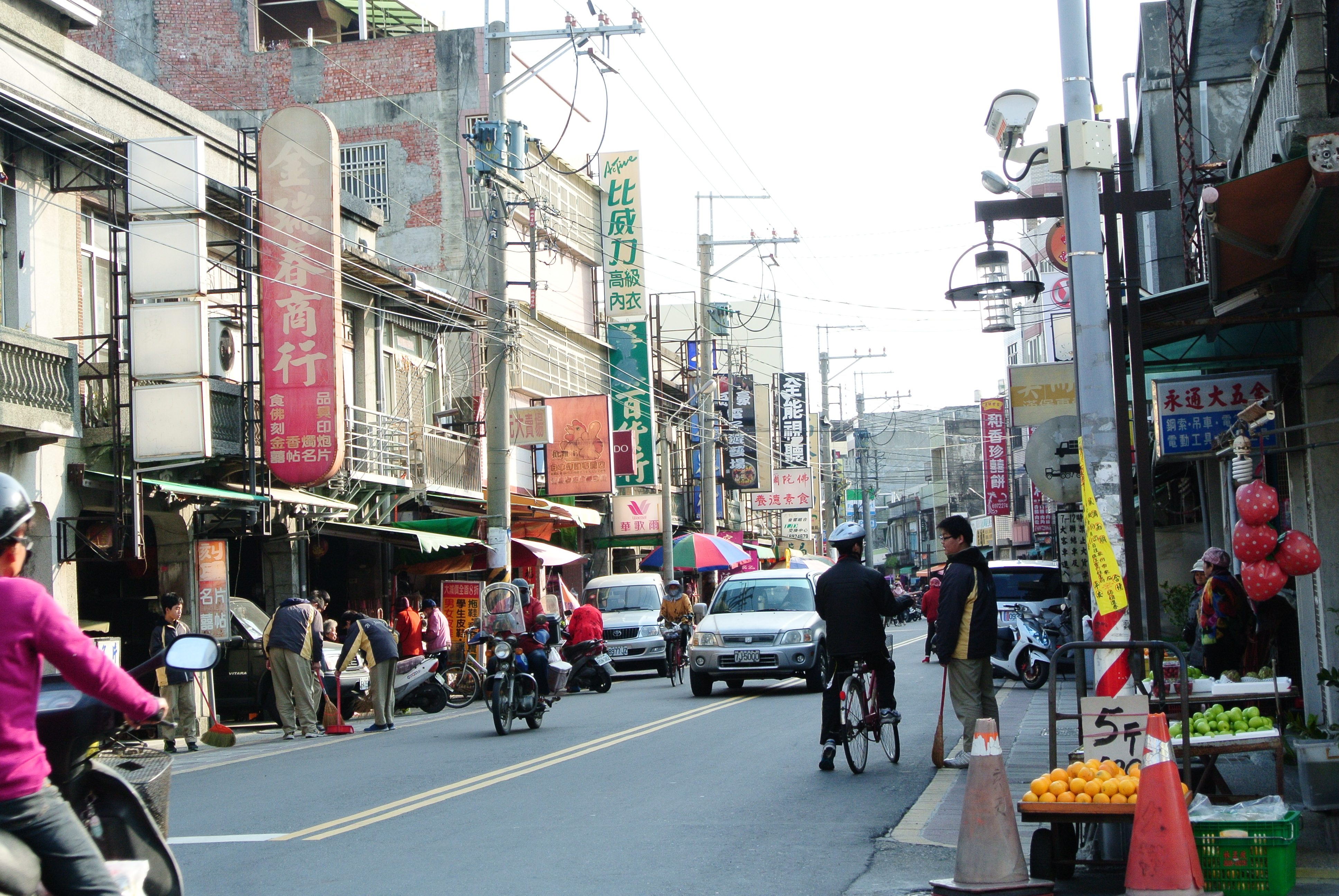
Straße in Baozhong

Baozhong liegt etwas westlich vom Zentrum des Landkreises Yunlin. Seine Nachbargemeinden sind Mailiao und Lunbei im Norden, Tuku im Osten, Yuanzhang im Süden und Dongshi im Westen.
Geologisch gehört das Gebiet von Baozhong zur Schwemmebene des weiter nördlich gelegenen Flusses Zhuoshui und liegt am Übergang der Changhua-Ebene in die Jianan-Ebene. Baozhong umfasst 9 Dörfer (村 cūn) und ist mit etwa 37 km² Fläche die kleinste Gemeinde des Landkreises. Mit circa 12.000 Einwohnern war es 2024 auch die Gemeinde mit der geringsten Bevölkerung. Die Bevölkerung nimmt zudem seit längerem kontinuierlich ab.

## Geschichte

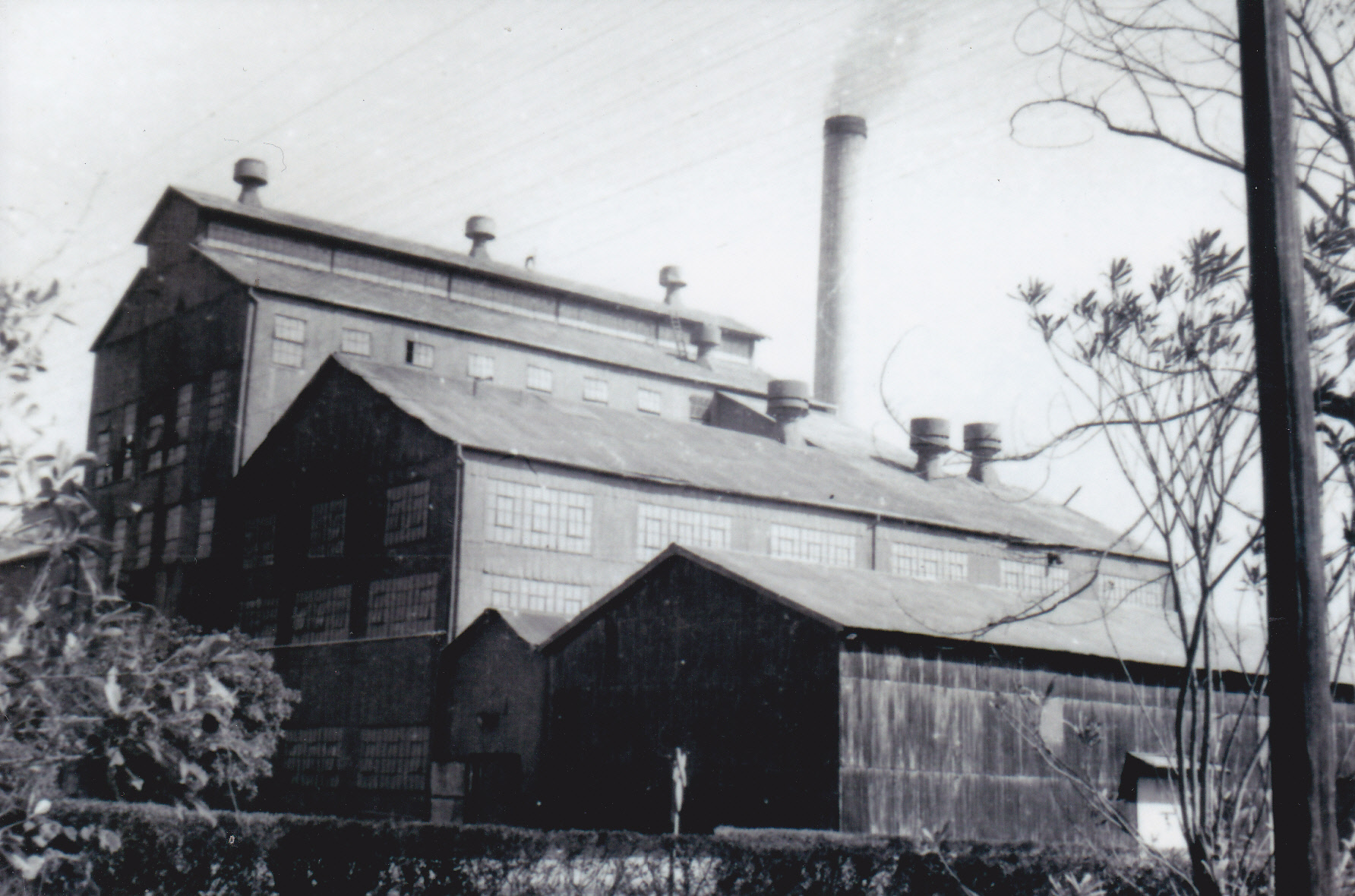
Die Zuckerfabrik in Longyan

Das Gebiet der heutigen Gemeinde war ursprünglich vom taiwanischen Ureinwohnervolk der Babuza bewohnt. Die Besiedlung durch chinesische Einwanderer begann im späten 17. Jahrhundert. Sie machten das Land urbar und betrieben Landwirtschaft. Wegen der hier gedeihenden Vitex negundo (taiwanisch: Po͘-kiuⁿ) wurde das Land Po͘-kiuⁿ-lūn („Po͘-kiuⁿ-Hügel“, chinesisch 埔姜崙 Pujianglun) genannt.
Im Jahr 1786 halfen die Einheimischen den Qing-Behörden bei der Niederschlagung einer Rebellion, wofür ihrem Ort zum Dank der Name Baozhong (褒忠, „Lob der Treue“) verliehen wurde.
Zur Zeit der japanischen Herrschaft über Taiwan gab es in Baozhong durch den von der Kolonialregierung geförderten Zuckerrohranbau und die Zuckerproduktion einen wirtschaftlichen Aufschwung. Eine im Dorf Longyan errichtete Zuckerfabrik schuf Arbeitsplätze und die Gegend erlebte ein Bevölkerungswachstum. Nach dem Zweiten Weltkrieg nahm die Bedeutung der Zuckerproduktion ab und die Fabrik wurde im Jahr 1968 geschlossen.
Während der Kolonialzeit war der Ort wieder in Pujianglun rückbenannt worden. Nach der Übernahme Taiwans durch die Republik China 1945 hieß die Gemeinde wieder Baozhong und wurde 1950 in den neuen Landkreis Yunlin eingegliedert.

## Verkehr und Wirtschaft

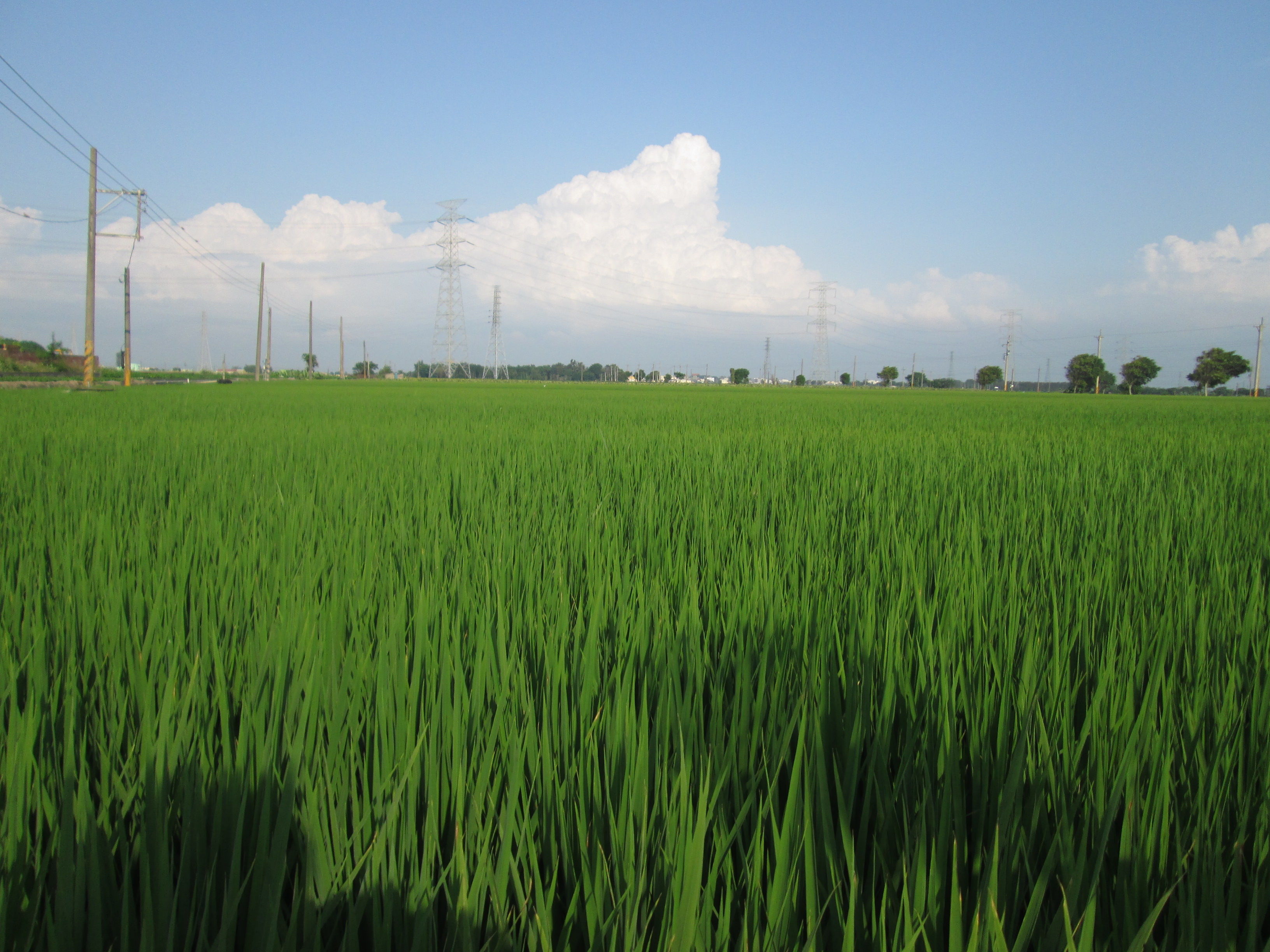
Feld in Baozhong

Baozhong wird von Nord nach Süd durch die Provinzstraße 19 und von West nach Ost durch die Kreisstraße 158 durchquert. Am südlichen Rand der Gemeinde verläuft die Provinz-Schnellstraße 78 von West nach Ost. Baozhong ist durch Buslinien mit der Umgebung verbunden.
Die Gemeinde ist weitgehend landwirtschaftlich geprägt. Ihre wichtigsten Erzeugnisse umfassen Reis, Süßkartoffeln, Wassermelonen, Zuckerrohr, Erdnüsse, Mais, Knoblauch und Spargel. Daneben gibt es Schweine- und Geflügelzucht. Die Industrie besteht aus Fabriken in den Bereichen Lebensmittelverarbeitung, Metallverarbeitung und Kunststoffverarbeitung.

## Kultur und Sehenswürdigkeiten

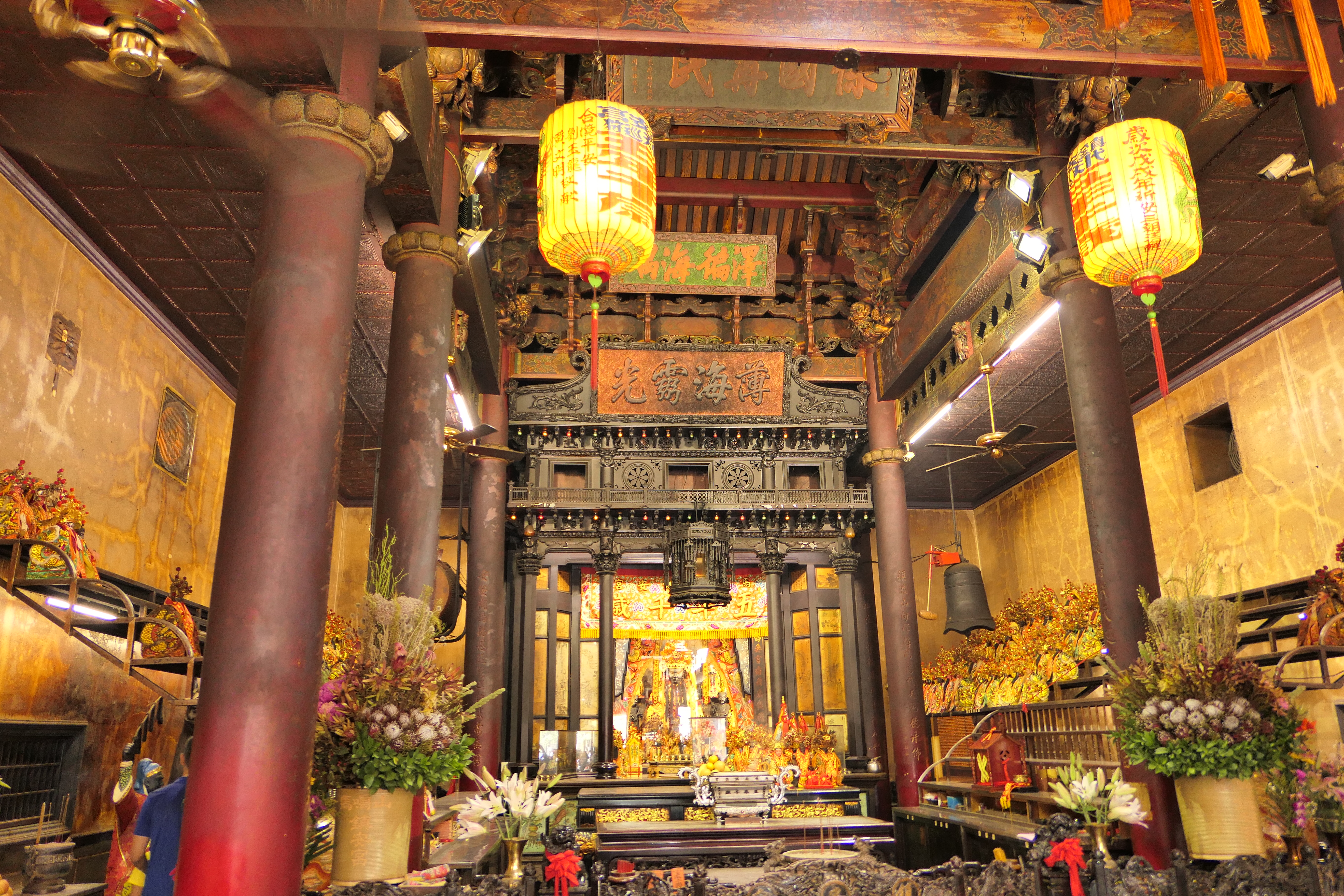
Im Zhen’an Gong

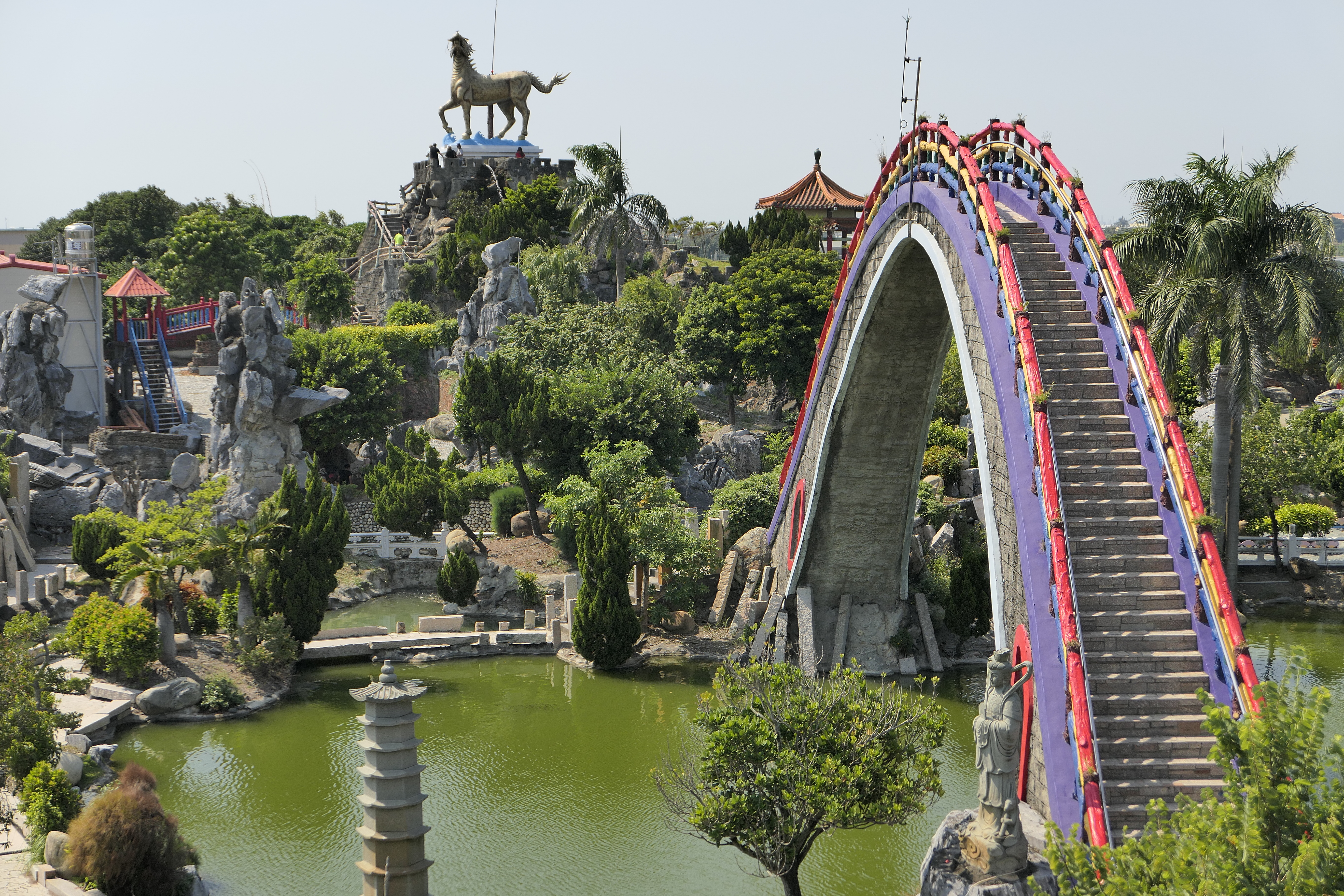
Der Wunian-Qiansui-Park

Baozhong beherbergt eine Reihe daoistischer und buddhistischer Tempel sowie christliche Gemeinden. Ein religiöses Zentrum ist der Zhen’an Gong (鎮安宮) im Dorf Maming, dessen Geschichte bis ins 17. Jahrhundert zurückreicht und in dem eine Vielfalt daoistischer Gottheiten verehrt wird. Nebenan befindet sich der Wunian-Qiansui-Park (五年千歲公園), dessen Gestaltung von religiösen Themen und traditionellem Stil inspiriert ist.
Das zu Baozhong gehörende Dorf Dabu (大廍) ist bekannt für seine Huaguzhen (花鼓陣, „Blumentrommel-Formation“), eine traditionelle Choreographie aus Musik, Tanz, Akrobatik und Kampfkunst, die meist auf Tempelfesten aufgeführt wird.
Im Dorf Tianyang befindet sich das Geburtshaus der 1995 verstorbenen Popsängerin Teresa Teng, das wie ein kleines Museum hergerichtet wurde.

## Persönlichkeiten
- Teresa Teng (1953–1995), Popsängerin